# Cisticola aberrans
Cisticola aberrans е вид птица от семейство Cisticolidae.

## Разпространение
Видът е разпространен в Ангола, Бенин, Ботсвана, Буркина Фасо, Бурунди, Камерун, Централноафриканската република, Чад, Демократична република Конго, Кот д'Ивоар, Гана, Гвинея, Кения, Либерия, Малави, Мали, Мавритания, Мозамбик, Нигер, Нигерия, Руанда, Сиера Леоне, Южна Африка, Южен Судан, Судан, Свазиленд, Танзания, Того, Уганда, Замбия и Зимбабве.